# Equació de Chrystal
En matemàtiques, l'equació de Chrystal és una equació diferencial ordinària no lineal de primer ordre, batejada amb el nom del matemàtic George Chrystal, que va discutir la solució singular d'aquesta equació el 1896. L'equació és:
{\displaystyle \left({\frac {dy}{dx}}\right)^{2}+Ax{\frac {dy}{dx}}+By+Cx^{2}=0}
on {\displaystyle A,\ B,\ C} són constants que, en solucionar-se {\displaystyle dy/dx}, dona
{\displaystyle {\frac {dy}{dx}}=-{\frac {A}{2}}x\pm {\frac {1}{2}}(A^{2}x^{2}-By-4Cx^{2})^{1/2}.}
Aquesta equació és una generalització de l'equació de Clairaut, ja que es redueix a l'equació de Clairaut en certes condicions tal com es dona a continuació.

## Solució
Introduint la transformació {\displaystyle 4By=(A^{2}-4C-z^{2})x^{2}} dona
{\displaystyle xz{\frac {dz}{dx}}=A^{2}+AB-4C\pm Bz-z^{2}.}
Ara, l'equació es pot separar així:
{\displaystyle {\frac {z\,dz}{A^{2}+AB-4C\pm Bz-z^{2}}}={\frac {dx}{x}}.}
El denominador del costat esquerre es pot descompondre si resolem les arrels de l'equació {\displaystyle A^{2}+AB-4C\pm Bz-z^{2}=0} i l'arrel és {\displaystyle a,\ b=\pm \left[B+{\sqrt {(2A+B)^{2}-16C}}\right]/2}, per tant
{\displaystyle {\frac {z\,dz}{(z-a)(z-b)}}={\frac {dx}{x}}.}
Si {\displaystyle a\neq b}, la solució és
{\displaystyle x{\frac {(z-a)^{a/(a-b)}}{(z-b)^{b/(a-b)}}}=k}
on {\displaystyle k} és una constant arbitrària. Si {\displaystyle a=b}, ({\displaystyle (2A+B)^{2}-16C=0}) llavors la solució és
{\displaystyle x(z-a)\exp \left[{\frac {a}{a-z}}\right]=k.}
Quan una de les arrels és zero, l'equació es redueix a l'equació de Clairaut i s'obté una solució parabòlica en aquest cas, {\displaystyle A^{2}+AB-4C=0} i la solució ès
{\displaystyle x(z\pm B)=k,\quad \Rightarrow \quad 4By=-ABx^{2}-(k\pm Bx)^{2}.}
La família anterior de paraboles està envoltada per la paràbola {\displaystyle 4By=-ABx^{2}}, per tant aquesta paràbola envolvent és una solució singular.